# إيفون أرياس
إيفون أرياس (بالإنجليزية: Yvonne Arias)‏ هي ممثلة أمريكية، ولدت في 10 يونيو 1976 في لوس أنجلوس في الولايات المتحدة.

## وصلات خارجية
- إيفون أرياس على موقع IMDb (الإنجليزية)
- إيفون أرياس على موقع قاعدة بيانات الفيلم (الإنجليزية)